# Мэри-Куки и тарантул-убийца
«Мэри-Куки и тарантул-убийца» (англ. Mari-Cookie and the Killer Tarantula in 8 Legs to Love You), или «Мэри-Куки и тарантул-убийца, или Восемь ног, чтобы любить тебя»), — американский эротический комедийный фильм режиссёра Хесуса Франко.

## Сюжет
Некая женщина по прозвищу Мэри-Куки танцует стриптиз в стриптиз-клубе. В свободное же от работы время она находит молодых девушек и привозит их к себе домой, где занимается с ними сексом, а затем умерщвляет или делает своими пленниками, опутывая их паутиной-канатом. В то же время Мэри Куки обладает сверхъестественной особенностью — она может превращаться в паука с человеческим лицом.

## В ролях
- Лина Ромай — Мэри Куки/тарантул
- Мишель Бауэр — шериф Марга
- Линни Куигли — Тере
- Эмбер Ньюман — Эни
- Аналиа Ивар — порочная королева

## Художественные особенности
Как таковых элементов фильма ужасов, за исключением превращения Мэри Куки в тарантула и убийства молодых девушек, в фильме не имеется. Основное внимание уделено эротическим сценам, в том числе лесбийским.

## Факты
- На официальном DVD-издании фильма можно обнаружить бонусный видеоматериал, в котором полностью обнажённая Линни Куигли посценно комментирует действие фильма.